# Роберт Болтон (священик, 1572)
Роберт Болтон (1572 — 16 грудня 1631) — англійський священик і вчений, відомий як проповідник.

## Життєпис
Він народився в неділю Трійці в Блекберні, Ланкашир, шостим сином Адама Болтона з Бекхауса. Він відвідував те, що зараз є гімназією королеви Єлизавети, Блекберн, де його батько був губернатором-засновником, і був описаний як «найкращий учень у школі».  У віці 18 років він був прийнятий у 1592 році до коледжу Лінкольна в Оксфорді, де був Джон Рендалл . Він був обдарованим студентом, але наступного року смерть батька спричинила йому фінансові проблеми. Річард Брет підтримав його. Він перейшов до Brasenose College, де була доступна стипендія Ланкаширу, і 2 грудня 1596 року отримав там ступінь бакалавра; і був обраний у 1602 році стипендіатом коледжу, отримавши ступінь магістра 30 липня.  У той період він не був особливо релігійним, і його не вразили проповіді Вільяма Перкінса; Болтон сказав, що вважає Перкінса «безплідним порожнім хлопцем».
Під час візиту Якова I до університету в 1605 році його призначили провести диспут з натурфілософії в королівській присутності, і його величність гучно і відверто вихваляв Болтона. Його також призначили лектором з логіки, моральної та природничої філософії. Шкільний друг на ім'я Андертон склав з Болтоном план подорожі до католицької семінарії у Фландрії, але цей план провалився. Під впливом Томаса Пікока з Бразеноса він прийняв богослов'я в 1609 році, вирішивши стати священнослужителем Англіканської церкви. 1610 року, у віці 37 років, він був представлений сером Августином Ніколсом, суддею і час від часу проповідником, на посаду настоятеля в Броутоні, Нортгемптоншир. Болтон помер після тривалої хвороби на кварту, в суботу 17 грудня 1631 року, маючи на той час шістдесятий рік життя. Він був похований 19 грудня у вівтарі власної церкви Святого Андрія в Броутоні, де йому встановлено пам'ятник. Його похоронну проповідь виголосив Ніколас Ествік, доктор богослов'я, і вона була опублікована. Едвард Бегшоу написав його життєпис.

## Праці
Ентоні Вуд коментував, що він міг писати і сперечатися грецькою так само, як англійською чи латиною. Дехто описує його як найвидатнішого класика свого часу. Джеймс Дарлінг, засновник Метрополітен-бібліотеки в Лондоні, Англія, у 1840 році, писав про нього:
Він був одним із найкращих учених свого часу, ревним і успішним проповідником, особливо вправним у розвіюванні сумнівів несміливих християн. Його стиль витіюватий і часто справді чудовий".
У своїй відомій книзі «Загальні вказівки для комфортної прогулянки з Богом» Болтон обговорює такі теми, як неробство, управління язиком, відпочинок, відвідування, сон і шлюб.
У книзі «Путівник по святих» Болтон виступав проти відокремлення.

## Обрані цитати
Переконання це не просто ідея, якою володіє розум; це ідея, яка володіє розумом.

## Обрані публікації
- The Saints Sure and Perpetual Guide, Robert Bolton, 1634
- The Carnal Professor: Discovering the Woeful Slavery of a Man Guided By the Flesh – Sermons & Christ Set Forth, Robert Bolton and Thomas Goodwin, originally published 1634, reprinted by Soli Deo Gloria Pubns Morgan, PA, (1997) ISBN 1-877611-47-6
- The carnall professor. Discovering the wofull slavery of a man guided by the flesh. Distinguishing a true spirituall Christian that walkes close with God, from all formalists in religion, rotten hearted hypocrites, and empty powerlesse professors whatsoever. By that faithfull servant of Christ, Robert Bolton B.D. late preacher in Northampton Shire., Robert Bolton, London : Printed [by Miles Flesher] for R. Dawlman, at the Brazen Serpent in Pauls Church-yard, 1634.
- General Directions for a Comfortable Walking with God, Robert Bolton, Soli Deo Gloria Publications, Morgan, PA, 1991 (1995 printing) ISBN 1-877611-26-3
- A Discourse About the State of True Happinesse. Delivered in Certaine Sermons in Oxford, and at Pauls Crosse., Robert Bolton, Batchelour in Divinitie, and Minister of Gods Word at Broughton in Northampton Shire. The sixth Edition, corrected and amended, with a Table thereunto annexed. At London, Imprinted by Iohn Legatt, for Edmund Weaver, and are to be sold at his Shop at the great North doore of Pauls Church. 1636.
- The Saints Self-Enriching Examination, Robert Bolton
- The Foure Last Things: Death, Judgment, Hell, Heaven, Robert Bolton, 1633, Soli Deo Gloria Pubns Morgan, PA, (1997)    ISBN 1-877611-89-1
- A Treatise on Comforting Afflicted Consciences, Robert Bolton, Soli Deo Gloria Ministries, Morgan, PA (1991) ISBN 1-877611-25-5
- A cordial for Christians in the time of affliction, Robert Bolton, London, 1640
- Heart Surgery, Robert Bolton, Zoar Publications,  ISBN 0-904435-02-4

## Родина
Він одружився з Енн Бойз, і у них народилося п'ятеро дітей, син Семюел Болтон і чотири дочки.